# 伊勢志摩経済新聞
伊勢志摩経済新聞（いせしまけいざいしんぶん、英語: ISESHIMA KEIZAI SHIMBUN）は、三重県志摩市に本社を置く情報通信事業者のグローブ・データが運営するニュースサイト。みんなの経済新聞ネットワークに加盟し、Yahoo!ニュースなどへも情報提供している。
伊勢志摩の地域情報を発信し、伊勢神宮に関する話題も多く取り上げている。

## 概説
伊勢市・鳥羽市・志摩市を中心とする広域伊勢志摩圏のニュースをビジネス・マーケティング・文化の視点から報じる。伊勢神宮については第62回神宮式年遷宮の準備段階から継続して取材しており、神域に架かる宇治橋の架け替えを取材する中で、しっかりと伝えなければならないと実感したと当時の編集長は述べている。
2006年（平成18年）7月1日に正式に創刊し、7月20日に試験配信を開始した。ただし、発行の日付が最も古い記事は同年6月21日付となっており、総務省から志摩市に対して地域イントラネットの補助金の交付が決定したことを伝えるものであった。同年11月6日からみんなの経済新聞ネットワークと相互リンクを開始し、翌2007年（平成19年）11月7日からYahoo!ニュースへの情報配信が始まった。

## グローブ・データ
グローブ・データ株式会社（GLOBE Data,Inc.）は、三重県志摩市に本社を置く情報通信業者。2004年（平成16年）6月30日に志摩市に設立された。三重県が設置した志摩サイバーベースセンターの一角に本社を置いていたが、2005年（平成17年）6月27日に阿児町神明723-8（賢島、代々木高等学校と同住所）へ移転した。会社の基本理念に「地域を元気にしたい」を掲げている。
同社公式ウェブサイトによると、携帯電話向けコンテンツおよびインターネットコンテンツの企画・開発・運営、インターネット広告代理事業、インターネットマーケティング事業、ホームページ制作および運営の代行と「伊勢志摩経済新聞」の運営をしている。